# Nathan Burns
Nathan Burns (Orange, 7 maggio 1988) è un calciatore australiano, attaccante del Bathurst LXXV.

## Carriera

### Adelaide United
Ha precedentemente giocato per Parramatta Eagles e si è allenato all'AIS.
Dopo alcune apparizioni come sostituto per Adelaide United, Burns ha finalmente ottenuto la sua prima partenza contro Sydney FC segnando il suo primo gol in A-League nella sconfitta per 4-1. Il 21 gennaio 2007 Burns ha segnato il primo hat trick di sempre di Adelaide United durante una partita contro Central Coast Mariners, dando alla sua squadra un 2º posto nella classifica della lega per chiudere la 2ª stagione di A-League.

### AEK Athens
Il 10 giugno 2008, ha firmato con l'AEK Athens un contratto di quattro anni. Indossava la maglia numero 24.
Burns ha fatto il suo debutto in Super League greca per l'AEK Athens il 28 febbraio 2009, come sostituto al 65º minuto contro Skoda Xanthi allo Stadio Olimpico Spyros Louis di Atene. Burns ha segnato il gol della vittoria contro i Rangers nell'ultima partita del Sydney Festival of Football 2010. Ha segnato il suo primo gol in campionato il 27 febbraio 2011, in una vittoria esterna per 3-2 contro Ergotelis.
Nell'agosto 2009, è stato prestato alla squadra A.O. Kerkyra con un accordo di prestito di un anno.
Sebbene fosse stato portato dall'Australia come un giovane promettente, non ha mai realizzato il suo potenziale. Il 19 gennaio 2012 ha rescisso il suo contratto con l'AEK.

### Incheon United
Si è unito al club coreano Incheon United il 25 gennaio 2012.
Burns è stato in prestito con la squadra australiana Newcastle Jets in A-League dal 25 luglio 2013 all'11 gennaio 2014, giocando 12 partite e segnando una doppietta.

### Wellington Phoenix
Il 25 giugno 2014 è stato annunciato che aveva firmato un contratto di 2 anni per unirsi alla squadra neozelandese Wellington Phoenix in A-League a partire dalla stagione 2014/15. Il 18 ottobre 2014, ha segnato il suo gol di debutto per il club contro Central Coast Mariners. Burns ha fatto la storia nel Round 8 contro Melbourne City, diventando il primo giocatore del Phoenix a segnare un hat trick nella loro vittoria per 5-1. Il 6 dicembre ha segnato il suo 8º gol della stagione in una vittoria per 3-1 in rimonta contro Newcastle Jets allo Hunter Stadium. Il 21 dicembre ha segnato due gol in una vittoria esterna per 2-0 contro Sydney FC, diventando il giocatore di A-league più veloce a raggiungere mai 10 gol in una stagione, e non è tornato in Nuova Zelanda poiché ha ottenuto la sua convocazione internazionale per l'Australia in vista della Coppa d'Asia.

### FC Tokyo
A luglio Burns ha lasciato l'A-League per il club della J1 League FC Tokyo.

### Sanfrecce Hiroshima
A seguito di speculazioni sul ritorno di Burns in A-League alla fine del suo contratto con FC Tokyo, è rimasto in Giappone, unendosi a Sanfrecce Hiroshima il 13 luglio 2017.

### Ritorno a Wellington Phoenix
Il 30 dicembre 2017 è stato annunciato che Nathan Burns sarebbe tornato a Wellington Phoenix con un contratto di due anni. A Burns non è stato offerto un rinnovo del contratto ed è stato rilasciato dal club al termine della stagione A-League 2018-19.

## Palmarès

### Club

#### Competizioni Nazionali
- Coppa di Grecia: 1

AEK Atene: 2010-2011

### Nazionale
- Coppa d'Asia: 1

2015